# Against the Night
Against the Night, noto anche come Amityville Prison, è un film del 2017 diretto da Brian Cavallaro ed interpretato da Hannah Kleeman, Josh Cahn, Leah Holleran, Erick Kochenberger, Nicole Souza, Yesenia Linares, Luke Persiani ed Amy Zenone.

## Trama
Un gruppo di amici si intrufola nella Holmesburg Prison con l'intenzione di registrare qualsiasi attività paranormale nell'istituto abbandonato. A poco a poco si renderanno conto di non essere soli ed inizieranno a scomparire uno dopo l'altro.

## Distribuzione
Il film ha avuto una distribuzione limitata nei cinema statunitensi dall'8 dicembre 2017. Venne poi distribuito in DVD dal 9 ottobre 2018 dalla Parade Deck Films.